# Pedro (labdarúgó, 1987)
Pedro Eliezer Rodríguez Ledesma (Santa Cruz de Tenerife, 1987. július 28. –), ismertebb nevén Pedro vagy Pedrito spanyol válogatott támadó középpályás, az olasz Lazio játékosa. Ő lett az első játékos a labdarúgás történetében, aki mind a hat sorozatban gólt lőtt egyetlen szezon alatt, ahol az FC Barcelona a 2009–10-es szezonban elindulhatott.

## Pályafutása

### Klubcsapatokban
Pedro kulcsszereplője volt a Barça B csapatának, amely megnyerte a Spanyol harmadosztályt a 2007–2008-as szezonban Pep Guardiola vezetésével. Ebben az idényben Pedrito 37 mérkőzésen lépett pályára, amelyeken hét gólt szerzett.
Első mérkőzését a felnőtt csapatban a 2007–2008-as szezonban játszotta a Real Murcia ellen 2008. január 12-én. A 89. percben váltotta Samuel Eto'o-t.
Első UEFA-bajnokok ligája találatát 2009. szeptember 22-én. szerezte Dinamo Kijev csapata ellen a 76. percben.
Pedro volt az első és mindmáig egyetlen játékos, aki egy éven belül hat sorozatban is betalált.
Remek 2007–2008-as és 2009–2010-es szezonjának köszönhetően 2010. május 20-án Vicente del Bosque meghívta a spanyol nemzeti válogatottba, ahol 2010. május 29-én mutatkozott be a Szaúd-Arábia elleni barátságos mérkőzésen.
Jó teljesítményének köszönhetően utazhatott a 2010-es Dél-Afrikai VB-re, ahol világbajnok lett. Ő az egyetlen játékos a Barcelonában, aki ahányszor pályára lépett az El Clasicon (Barcelona-Real Madrid), mindig szerzett gólt.[forrás?] A világ valaha volt egyik legjobb labdarúgója, Diego Armando Maradona saját utódjának tartotta Pedrót.[forrás?] 2011-ben is folytatta a góltermelést. 2011. január 26-án Pedro Rodríguez 100. alkalommal szerepelt tétmeccsen a Barcelona színeiben.
2015-ben igazolta le az angol Chelsea FC.
2020. augusztus 25-én jelentették be, hogy 3 évre igazolta le az AS Roma csapata.
Egy év elteltével a városi rivális Lazio játékosa lett. 2023. július 25-én közölték, hogy a klub 1 évvel meghosszabbította a szerződését.

## Sikerei, díjai

### Klubcsapatokban

#### FC Barcelona
- Spanyol bajnok: 2008–09, 2009–10
- Király-kupa-győztes: 2008–09
- Spanyol labdarúgó-szuperkupa győztes: 2008–09, 2010–11
- Bajnokok Ligája győztes: 2008–09, 2010–11, 2014–15
- UEFA-szuperkupa-győztes: 2009, 2011
- FIFA-klubvilágbajnokság: 2009

#### Chelsea FC
- Angol bajnok: 2016–17
- FA kupa: 2018
- UEFA Európa-liga: 2019

### ASpanyol labdarúgó-válogatottban
- Labdarúgó-világbajnokság győztes: 2010
- Labdarúgó-Európa-bajnokság győztes: 2012

Az egyetlen játékos, aki megnyerte a Bajnokok Ligáját, az Európa-ligát, a FIFA-klubvilágbajnokságot, az UEFA-szuperkupát, a világbajnokságot és az Európa-bajnokságot is.

## Statisztika

### Klubcsapatokban
2017. december 30. szerint
| Klub             | Szezon           | Liga             | Liga            | Liga  | Kupa            | Kupa  | Európa          | Európa | Egyéb           | Egyéb | Összesen        | Összesen |
| Klub             | Szezon           | Bajnokság        | Pályára lépések | Gólok | Pályára lépések | Gólok | Pályára lépések | Gólok  | Pályára lépések | Gólok | Pályára lépések | Gólok    |
| ---------------- | ---------------- | ---------------- | --------------- | ----- | --------------- | ----- | --------------- | ------ | --------------- | ----- | --------------- | -------- |
| Barcelona        | 2007–2008        | La Liga          | 2               | 0     | 0               | 0     | 0               | 0      | –               | –     | 2               | 0        |
| Barcelona        | 2008–2009        | La Liga          | 6               | 0     | 3               | 0     | 5               | 0      | –               | –     | 14              | 0        |
| Barcelona        | 2009–2010        | La Liga          | 34              | 12    | 4               | 3     | 10              | 5      | 4               | 3     | 52              | 23       |
| Barcelona        | 2010–2011        | La Liga          | 33              | 13    | 7               | 4     | 12              | 5      | 1               | 0     | 53              | 22       |
| Barcelona        | 2011–2012        | La Liga          | 29              | 5     | 5               | 4     | 10              | 4      | 4               | 0     | 48              | 13       |
| Barcelona        | 2012–2013        | La Liga          | 28              | 7     | 5               | 1     | 10              | 1      | 2               | 1     | 45              | 10       |
| Barcelona        | 2013–2014        | La Liga          | 37              | 15    | 8               | 3     | 7               | 1      | 2               | 0     | 54              | 19       |
| Barcelona        | 2014–2015        | La Liga          | 35              | 6     | 6               | 5     | 9               | 0      | –               | –     | 50              | 11       |
| Barcelona        | 2015–2016        | La Liga          | 0               | 0     | 0               | 0     | 1               | 1      | 2               | 0     | 3               | 1        |
| Barcelona        | Összesen         | Összesen         | 204             | 58    | 38              | 20    | 64              | 17     | 15              | 4     | 321             | 99       |
| Chelsea          | 2015–2016        | Premier League   | 29              | 7     | 5               | 1     | 6               | 0      | –               | –     | 40              | 8        |
| Chelsea          | 2016–2017        | Premier League   | 35              | 9     | 8               | 4     | –               | –      | –               | –     | 43              | 13       |
| Chelsea          | 2017–2018        | Premier League   | 17              | 4     | 2               | 0     | 5               | 1      | 1               | 0     | 25              | 5        |
| Chelsea          | Összesen         | Összesen         | 81              | 20    | 15              | 5     | 11              | 1      | 1               | 0     | 108             | 26       |
| Karrier Összesen | Karrier Összesen | Karrier Összesen | 285             | 78    | 53              | 25    | 72              | 16     | 19              | 6     | 429             | 125      |

### A válogatottban
2017. szeptember 6. szerint
| Nemzet        | Év       | Pályára lépések | Gólok |
| ------------- | -------- | --------------- | ----- |
| Spanyolország | 2010     | 11              | 1     |
| Spanyolország | 2011     | 4               | 1     |
| Spanyolország | 2012     | 8               | 7     |
| Spanyolország | 2013     | 14              | 4     |
| Spanyolország | 2014     | 11              | 3     |
| Spanyolország | 2015     | 6               | 0     |
| Spanyolország | 2016     | 6               | 1     |
| Spanyolország | 2017     | 5               | 0     |
| Összesen      | Összesen | 65              | 17    |